# Proverb
Proverbul (din latină proverbium) este o învățătură morală populară născută din experiență, exprimată printr-o formulă eliptică sugestivă, de obicei metaforică, ritmică sau rimată.
În limba română, cele mai multe proverbe (zicale, zicători, vorbe de duh sau cuvinte din bătrâni) sunt anonime, provenind din înțelepciunea multi-milenară a poporului român. De multe ori, proverbele românești au rimă și ritm, fiind astfel ușor de memorizat, reprodus și transmis. Se poate remarca că intuitiv, dar și cognitiv, creatorii proverbelor românești au încorporat în forma sintetică, sau chiar super-sintetică, a acestora elemente evidente de poezie și mnemotehnică.
Câteva exemple foarte cunoscute de înțelepciune populară românească (aranjate strict alfabetic după prima literă a primului lor cuvânt) ar putea fi următoarele proverbe:
- Bine faci, bine găsești.
- Ce ție nu-ți place, altuia nu-i face!
- Cine se scoală de dimineață, departe ajunge.
- Dar din dar se face rai.
- Fiecare pasăre pe limba ei piere.
- În țara orbilor, chiorul este împărat.
- La plăcinte înainte, la război înapoi.
- Nu lăsa pe mâine ce poți face azi.
- Pentru unii mumă, pentru alții ciumă!
- Spune-mi cu cine te însoțești, ca să-ți spun cine ești.
- Uită de la mână până la gură.
- Țara arde și baba se piaptănă.
- Ziua bună se cunoaște de dimineață.

## Liste de proverbe
- Listă de proverbe românești
- Proverbe latine